# Józef Dowbor-Muśnicki

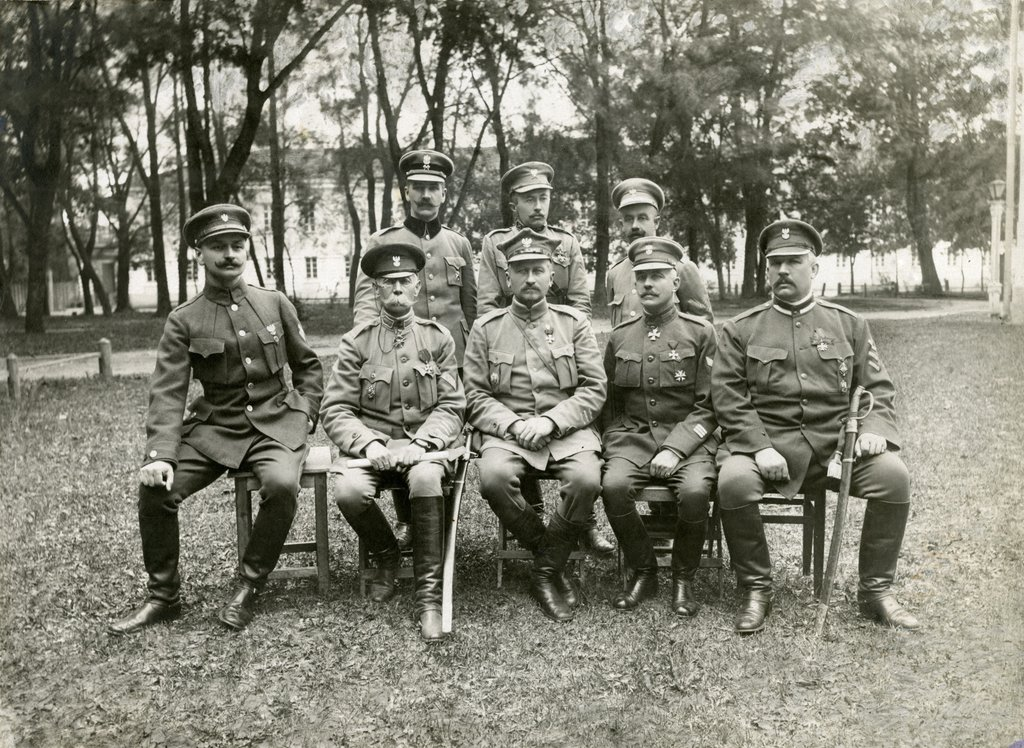
Gen. Józef Dowbor-Muśnicki i sztab I Korpusu Polskiego w Rosji (1918)

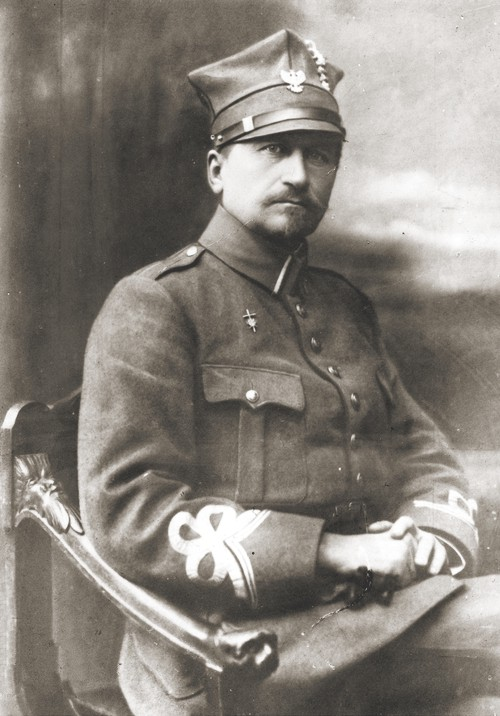
Józef Dowbor-Muśnicki jako dowódca Armii Wielkopolskiej

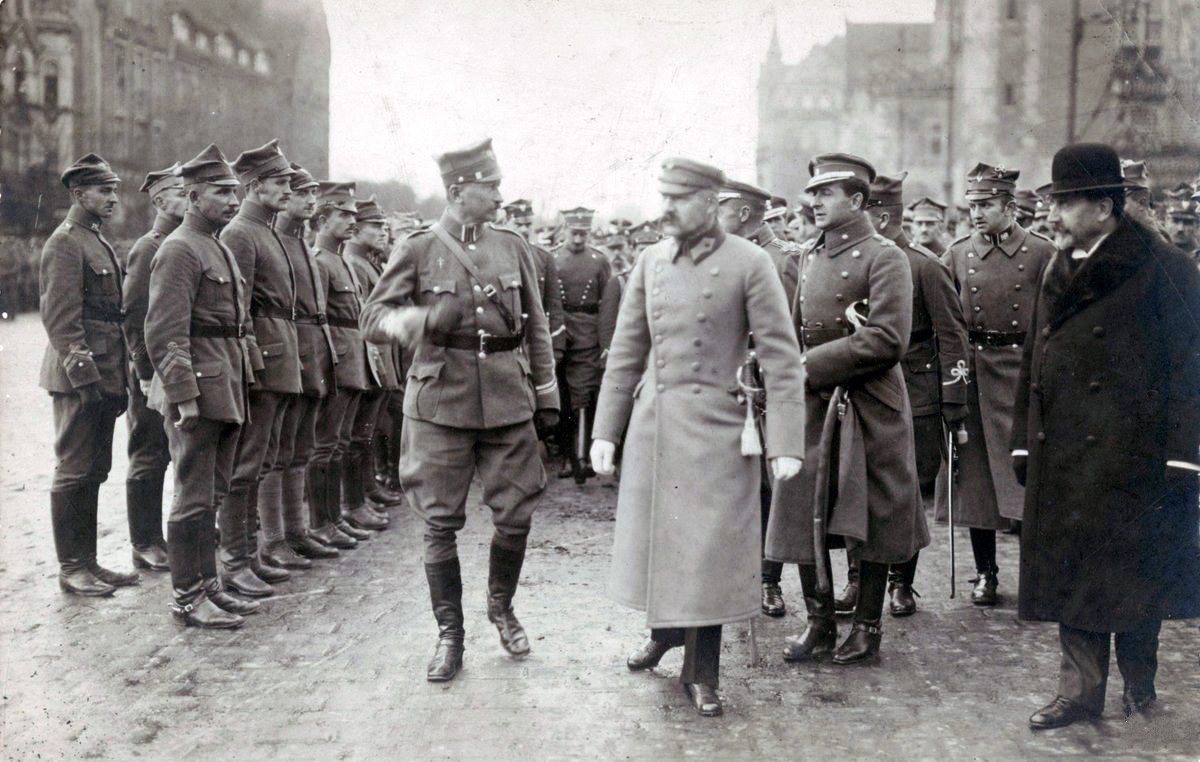
Józef Piłsudski podczas wizyty w Poznaniu 27.X.1919. Z lewej: gen. Józef Dowbor-Muśnicki, z prawej mjr Bolesław Wieniawa-Długoszowski, Władysław Seyda (w ubraniu cywilnym)

Józef Dowbor-Muśnicki (ur. 25 października 1867 w Garbowie, zm. 26 października 1937 w Batorowie) – polski wojskowy, generał porucznik Armii Imperium Rosyjskiego i generał broni Wojska Polskiego. W latach 1917–1918 był dowódcą I Korpusu Polskiego w Rosji, w latach 1918–1919 naczelnym dowódcą Sił Zbrojnych Polskich w byłym zaborze pruskim.

## Życiorys

Herb Przyjaciel

Urodził się 25 października 1867 w majątku Garbów koło Sandomierza w rodzinie Romana Muśnickiego, który był właścicielem Garbowa, pochodzącego z litewskiego rodu Dowborów (Daubor) osiadłego od XVII w. w Sandomierskiem, herbu Przyjaciel oraz Antoniny z Wierzbickich. Był młodszym bratem Konstantego, także generała lejtnanta.

### Początki służby
Do 10 roku życia uczył się w domu pod kierunkiem guwernantki, a następnie nauczyciela ludowego ze wsi Góry Wysokie. Naukę kontynuował w gimnazjum w Radomiu. Po skończeniu 4 klas gimnazjum klasycznego został przyjęty do Korpusu Kadetów im. Mikołaja I w Petersburgu. W roku 1886 skończył korpus z drugą lokatą i stopniem podoficerskim.   Kolejnym etapem edukacji była Konstantynowska Szkoła Wojskowa w Petersburgu. Po ukończeniu w 1888 szkoły piechoty w stopniu podporucznika rozpoczął służbę w 140 Zarajskim Pułku Piechoty w Kostromie. Wobec niedopuszczania katolików do wyższych stopni oficerskich w Armii Imperium Rosyjskiego i do wyższych studiów wojskowych, dla kontynuowania kariery wojskowej dokonał w 1890 konwersji na kalwinizm. W 1891 awansował na porucznika. Od 1896 służył w 11 Pułku Grenadierów w Jarosławiu, gdzie spędził 3 lata. W 1899 po zdaniu egzaminów rozpoczął kształcenie w Nikołajewskiej Akademii Sztabu Generalnego w Petersburgu, którą ukończył w 1902. W trakcie studiów dwukrotnie awansował. W 1900 roku został sztabskapitanem, a w roku 1901 – kapitanem. W kolejnych latach odbył staż dla oficerów Sztabu Generalnego w sztabie Moskiewskiego Okręgu Wojskowego, a następnie w 2 Pułku Grenadierów. W latach 1904–1905 był uczestnikiem wojny rosyjsko-japońskiej. Pełnił funkcję oficera do zleceń w I Syberyjskim Korpusie. Po wojnie został szefem sztabu Korpusu Wojsk Nadgranicznych (Zaamurski Okręg Wojskowy) w Harbinie. W 1906 został przeniesiony do Irkucka do powstającego Irkuckiego Okręgu Wojskowego. W 1908 został skierowany do sztabu X Korpusu w Charkowie, a następnie w 1910 został szefem sztabu 11 Dywizji Piechoty. Dwa lata później objął to samo stanowisko w 7 Dywizji Piechoty z Woroneża.

### I wojna światowa
W momencie wybuchu wojny, w 1914, został awansowany do stopnia pułkownika i zajmował stanowisko szefa sztabu 7 Dywizji Piechoty. Brał udział w bitwie przasnyskiej dowodząc 14 Pułkiem Strzelców Syberyjskich (dowódca pułku od 7(29?).11.1914 – 11.09.1915), podczas przeprawy przez Orzyc we wsi Stary Podoś został ciężko ranny i wyjechał na leczenie do Moskwy. Za postawę podczas bitwy został przez Anglików odznaczony Orderem Łaźni. Walczył na froncie austriackim, w 1916 dowódca 123 i 38 Dywizji Piechoty, w okresie kwiecień-lipiec 1917 dowódca XXXVIII Korpusu Armijnego. Brał udział w bitwach pod Jarosławiem, Warszawą i Łodzią. W 1917 otrzymał awans na generała lejtnanta. Po rewolucji lutowej i obaleniu caratu oddał się do dyspozycji utworzonego w czerwcu 1917 w Piotrogrodzie Naczelnego Polskiego Komitetu Wojskowego (Naczpolu), który mianował go w ostatnich dniach lipca 1917 dowódcą I Korpusu Polskiego w Rosji.
Po przewrocie bolszewickim (rewolucji październikowej) Dowbor-Muśnicki ogłosił neutralność Korpusu wobec walk wewnętrznych w Rosji. Jednak kiedy I Korpus został zaatakowany przez oddziały Gwardii Czerwonej na początku lutego 1918 przystąpił do walki, odniósł kilka zwycięstw, z których najważniejsze to zdobycie Bobrujska i osadzenie się w jego twierdzy. Jak twierdził działacz PPS - Mieczysław Niedziałkowski, oddziały Dowbora brały udział w pacyfikacji wsi białoruskich. (...) potrafił w ciągu kilku tygodni swoich rządów w Bobrujsku popchnąć Białorusinów w objęcia Rosji na całe dziesiątki lat – pisał Niedziałkowski.
Po pokoju brzeskim wojska niemieckie okupowały zachodnie gubernie państwa rosyjskiego, otaczając zajęty przez Polaków Bobrujsk i żądając kapitulacji i rozbrojenia oddziałów polskich. W nocy z 21/22 maja 1918 Dowbor nie podjął propozycji walki przeciwko Niemcom przedstawionej przez Leopolda Lisa-Kulę oraz Przemysława Barthela de Weydenthal. Aresztowany przez nich na jedną noc w czasie nieudanej próby przejęcia władzy nad korpusem przez środowisko POW, zwolniony nad ranem. Organizatorom nieudanego przewrotu zarzucił „tchórzostwo oraz działania za cudze pieniądze” na rzecz obcych mocarstw – oskarżając o to Lisa-Kulę oraz Barthela de Weydenthal. Mimo dowodów bohaterstwa powyższych (śmierć na polu walki za sprawę polską), nigdy nie oczyścił ich z tego zarzutu.
Dowbor-Muśnicki nie uzyskawszy poparcia od Rady Regencyjnej, do której zwrócił się o pomoc i próbował podporządkować korpus, został zmuszony do złożenia broni. Wraz z innymi rozbrojonymi żołnierzami Korpusu przybył do okupowanego przez państwa centralne Królestwa Polskiego, zamieszkał w Staszowie.

### Powstanie wielkopolskie

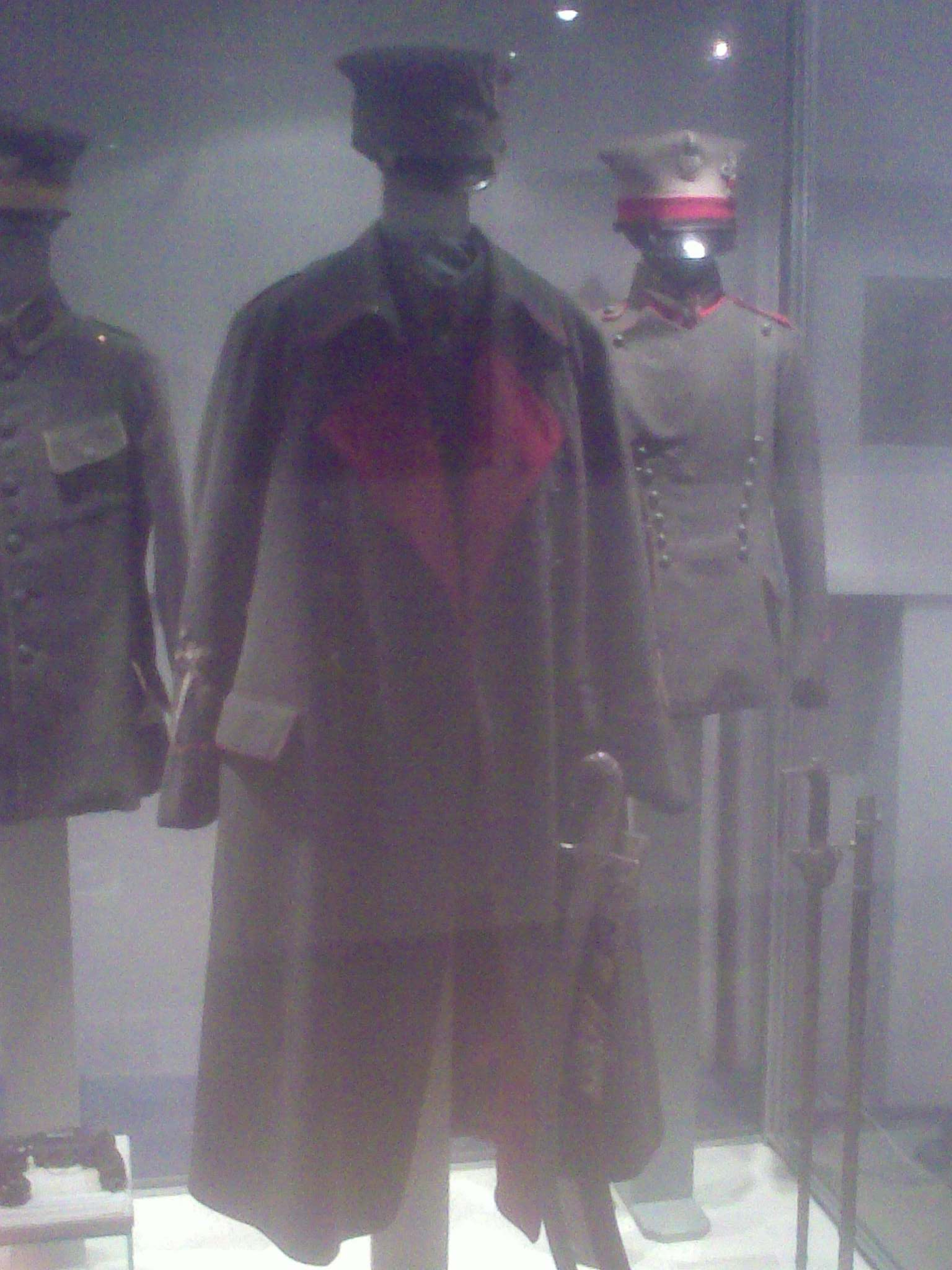
Mundur gen. J. Dowbor-Muśnickiego, dowódcy Armii Wielkopolskiej, ze zbiorów Muzeum Wojska Polskiego w Warszawie

W dniu 6 stycznia 1919 otrzymał wezwanie od Naczelnej Rady Ludowej do objęcia dowództwa nad powstaniem wielkopolskim. Muśnicki udał się najpierw do Warszawy, gdzie odbył rozmowę z Józefem Piłsudskim, który potwierdził nominację NRL, a następnie do Poznania, gdzie przybył 8 stycznia. Oficjalnie stanowisko dowódcy przejął od majora Stanisława Taczaka 16 stycznia. Kontynuował on organizację Armii Wielkopolskiej („Sił Zbrojnych Polskich w byłym zaborze pruskim”) wprowadzając m.in. obowiązkową służbę wojskową i powołując pod broń 11 roczników rekrutów, dzięki czemu udało mu się stworzyć blisko 100-tysięczną armię. Dążył do apolityczności wojska odsuwając od wpływu na decyzje oficerów o radykalnych poglądach oraz likwidując rady żołnierskie. Jako dowódca popierał idee rozszerzenia powstania na Pomorze Gdańskie i ofensywę w kierunku Gdańska, sprzeciwiając się jednocześnie uszczuplaniu Armii Wielkopolskiej poprzez posyłanie oddziałów na wschód. W marcu 1919 został awansowany na generała broni. Następnie przeprowadził proces integracji Armii Wielkopolskiej z resztą WP, pozostając faktycznym jej dowódcą jako dowódca Frontu Wielkopolskiego.

### Dwudziestolecie międzywojenne

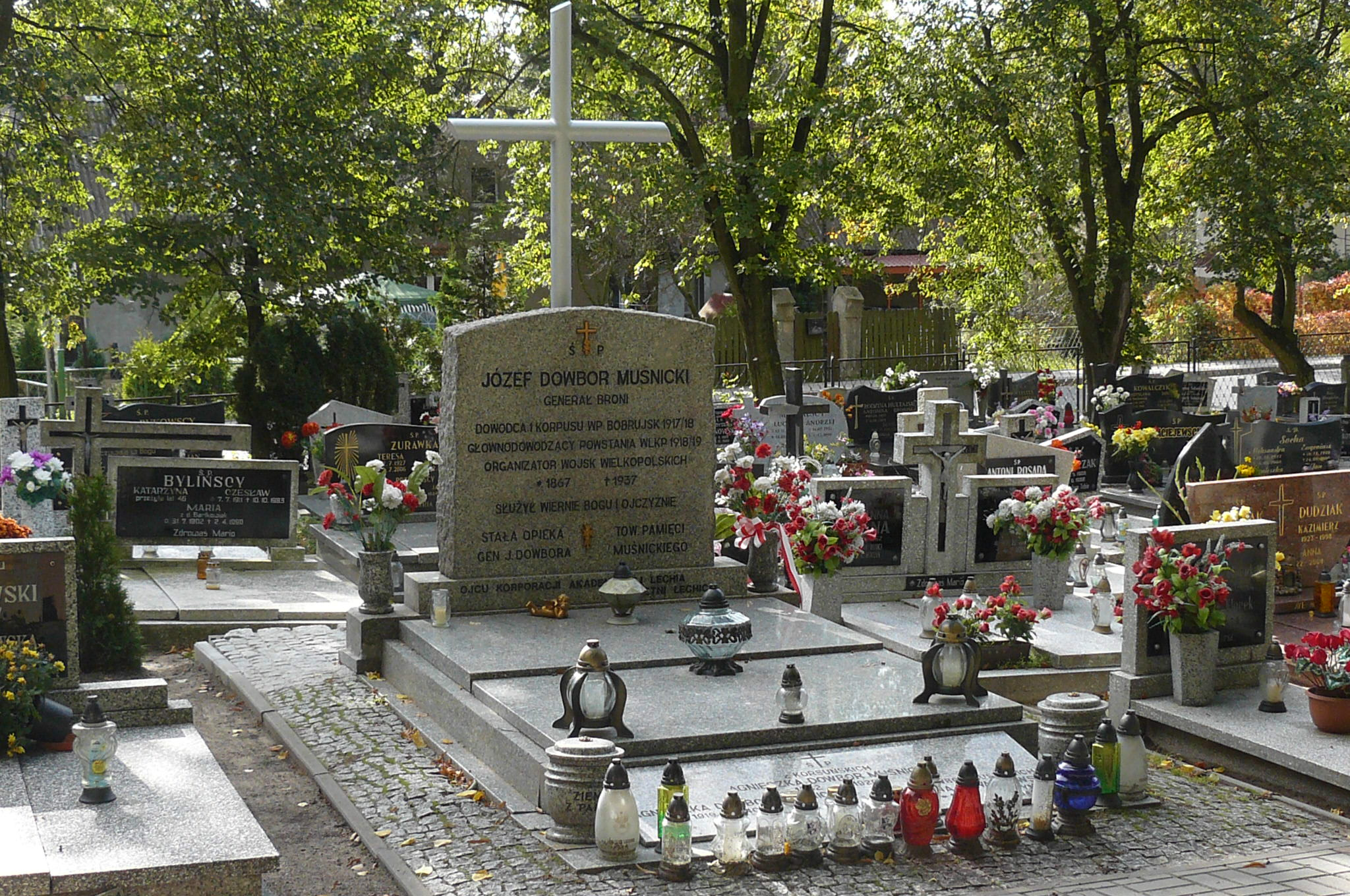
Grobowiec rodziny Dowbor-Muśnickich w Lusowie

Po wybuchu wojny polsko-bolszewickiej oddał się do dyspozycji Piłsudskiego, który chciał, aby przejął od gen. Wacława Iwaszkiewicza, jego dawnego podwładnego, dowództwo armii południowej pod Lwowem. Dowbor odmówił, bowiem cenił Iwaszkiewicza. W kwietniu 1920 odmówił przyjęcia stanowiska dowódcy 4 Armii, a w sierpniu tego roku stanowiska dowódcy Frontu Południowego wobec czego w dniu 6 października 1920 przeniesiony został do rezerwy, a z dniem 31 marca 1924 w stan spoczynku.
Pełniąc funkcje dowódcze w Poznaniu, urzędował w budynku przy placu Działowym; miał też własne, dwupokojowe mieszkanie przy ul. Mylnej 15. W końcu marca 1920 osiadł w Lusowie, a następnie w Batorowie koło Poznania. Jako zwolennik apolitycznej armii, podczas zamachu majowego opowiedział się przeciw puczowi. Określał siebie jako nacjonalistę i narodowca, nie należącego do partii politycznych. W dwudziestoleciu międzywojennym bywał atakowany w publicystyce, m.in. przez Melchiora Wańkowicza (uczestnika puczu przeciw generałowi) i Wacława Lipińskiego, za domniemane zrusyfikowanie oraz niehonorowe rozwiązanie I Korpusu zamiast podjęcia walki. Z drugiej strony, był chwalony przez swoich zwolenników za uniknięcie bezsensownego rozlewu krwi i zachowanie potencjału ludzkiego Korpusu do dalszych walk, już w obronie niepodległej Polski. Sam w publicystyce bronił swoich decyzji i podkreślał znaczną nierównowagę w przypisywaniu zasług w odrodzeniu Wojska Polskiego, na rzecz środowiska legionów Piłsudskiego. Opublikował również książkę „Moje wspomnienia”, w której atakował przeciwników. Po przewrocie majowym działał w środowisku części weteranów I Korpusu, określających się jako „dowborczycy”, skupionych wokół miesięcznika „Placówka. Ilustracja Polska. Miesięcznik myśli i czynowi Dowborczyków poświęcony”, i otaczających byłego dowódcę czcią, jako swoista opozycja dla państwowego „kultu” Józefa Piłsudskiego.
Zmarł na serce 26 października 1937 w Batorowie. Został pochowany w grobowcu rodzinnym na cmentarzu w Lusowie, gdzie znajduje się też jego pomnik, odsłonięty w 2015.

## Życie prywatne
Miał czworo dzieci: Giedymina, Olgierda, Janinę i Agnieszkę.
Siostrzeńcem gen. Józefa Dowbor-Muśnickiego był płk Władysław Bzowski, a mężem siostrzenicy, Teresy Janoty Bzowskiej, został płk Jan Władysław Rozwadowski.

## Upamiętnienie
Od 20 marca 1996 roku generał broni Józef Dowbor-Muśnicki jest patronem 17 Wielkopolskiej Brygady Zmechanizowanej w Międzyrzeczu. Jego imię noszą ulice w Poznaniu, Bydgoszczy, Gorzowie Wielkopolskim, Lesznie oraz w Łodzi. W 2019 r. Poczta Polska wydała w nakładzie 125 tys. sztuk należący do serii „Pierwsze dni niepodległości” i zaprojektowany przez Andrzeja Gosika znaczek pocztowy o nominale 3,30 zł upamiętniający Józefa Dowbora-Muśnickiego.

## Twórczość
- Krótki szkic do historji I-go Polskiego Korpusu. T. 1. Warszawa: Polskie Stowarzyszenie Wydawnicze „Placówka”, 1919. Brak numerów stron w książce
- Krótki szkic do historji I-go Polskiego Korpusu. T. 2. Warszawa: Polskie Stowarzyszenie Wydawnicze „Placówka”, 1919. Brak numerów stron w książce
- Krótki szkic do historji I-go Polskiego Korpusu. T. 3. Warszawa: Polskie Stowarzyszenie Wydawnicze „Placówka”, 1919. Brak numerów stron w książce

## Ordery, odznaczenia i wyróżnienia
- Order Orła Białego (pośmiertnie, 27 grudnia 2018, w 100-lecie wybuchu powstania wielkopolskiego)[18]
- Krzyż Wielki Orderu Odrodzenia Polski (pośmiertnie, 18 grudnia 1998)[19]
- Odznaka Pamiątkowa I Korpusu Polskiego w Rosji
- Order św. Anny z Mieczami I klasy (21 grudnia 1916, Imperium Rosyjskie)
- Order św. Stanisława z Mieczami I klasy (13 stycznia 1916, Imperium Rosyjskie)
- Szabla św. Jerzego (9 marca 1915, Imperium Rosyjskie)
- Order Wojenny św. Jerzego IV klasy (3 lutego 1915, Imperium Rosyjskie)
- Miecze do Orderu św. Włodzimierza III klasy (styczeń 1915, Imperium Rosyjskie)
- Order św. Włodzimierza III klasy (18 sierpnia 1913, Imperium Rosyjskie)
- Order św. Anny z Mieczami II klasy (1906, Imperium Rosyjskie)
- Order św. Włodzimierza z Mieczami i Kokardą IV klasy (1906, Imperium Rosyjskie)
- Order św. Anny z Mieczami i Kokardą III klasy (1905, Imperium Rosyjskie)
- Order św. Stanisława z Mieczami II klasy (13 maja 1905, Imperium Rosyjskie)
- Order św. Stanisława z Mieczami i Kokardą III klasy (13 maja 1905, Imperium Rosyjskie)
- Order św. Anny IV klasy (13 maja 1905, Imperium Rosyjskie)
- Order Łaźni (Wielka Brytania)
- Order Korony Włoch III klasy (Włochy)
- Krzyż Wolności I kategorii II klasy (2 czerwca 1922, Estonia)[20]
- Order Pogromcy Niedźwiedzia II klasy (Łotwa)
- Order Podwójnego Smoka 3. stopnia III klasy (Chiny)
- Medal Zwycięstwa („Médaille Interalliée”)[21][22]
- Honorowy Obywatel Miasta Sandomierza (1918)[23]

Gen. Dowbor-Muśnicki nie otrzymał za życia ani jednego polskiego odznaczenia państwowego.

## W literaturze
Gen. Dowbor-Muśnicki występuje jako jedna z postaci w powieści Nadberezyńcy Floriana Czarnyszewicza.